# Guilherme Wisnik
Guilherme Wisnik (São Paulo, 1972) é um arquiteto, crítico de arquitetura e professor brasileiro.

## Biografia
Graduado em Arquitetura pela Universidade de São Paulo em 1972, Wisnik é filho do músico José Miguel Wisnik e irmão da cantora Marina Wisnik.
Wisnik é autor de diversas obras, incluindo Lucio Costa (2001), Dentro do nevoeiro (2018) e Lançar mundos no mundo (2022). Em 2019, recebeu o prêmio Destaque 2018 da Associação Brasileira de Críticos de Arte (ABCA).
Ao longo de sua carreira, Wisnik contribuiu com ensaios para várias revistas renomadas, como Cahiers d’Art, Artforum, Architectural Design, Architectural Review, Domus, Arquitectura Viva, 2G, Rassegna, Arch + e Urban China. Além disso, foi curador de importantes exposições, tais como Ocupação Cildo Meireles (2011), Paulo Mendes da Rocha: a natureza como projeto (2012), São Paulo: três ensaios visuais (2017), Infinito vão: 90 anos de arquitetura brasileira (2018) e Paisagem construída: São Paulo e Burle Marx (2022).
Wisnik também desempenhou papéis de destaque em eventos internacionais, sendo o Curador-Geral da 10ª Bienal Internacional de Arquitetura de São Paulo em 2013 e curador do Pavilhão do Brasil na Expo 2020 em Dubai.
Atualmente, ocupa o cargo de Vice-Diretor da Faculdade de Arquitetura e Urbanismo da Universidade de São Paulo.

## Publicações
- Lucio Costa (2001)
- Dentro do nevoeiro (2018)
- Lançar mundos no mundo (2022)